# ورزشگاه چندمنظوره سان لازارو
ورزشگاه چند منظوره سان لازارو (به اسپانیایی: Estadio Multiusos de San Lázaro) با ظرفیت ۱۳٬۵۰۰ نفر یکی از ورزشگاه‌های فوتبال کشور اسپانیا است که در شهر سانتیاگو د کمپوستلا ایالت گالیسیا واقع شده‌است. این ورزشگاه در سال ۱۹۹۳ بازگشایی شد و در حال حاضر بازی‌های خانگی باشگاه فوتبال کمپوستلا در آن برگزار می‌گردد.